# HAT-P-8b

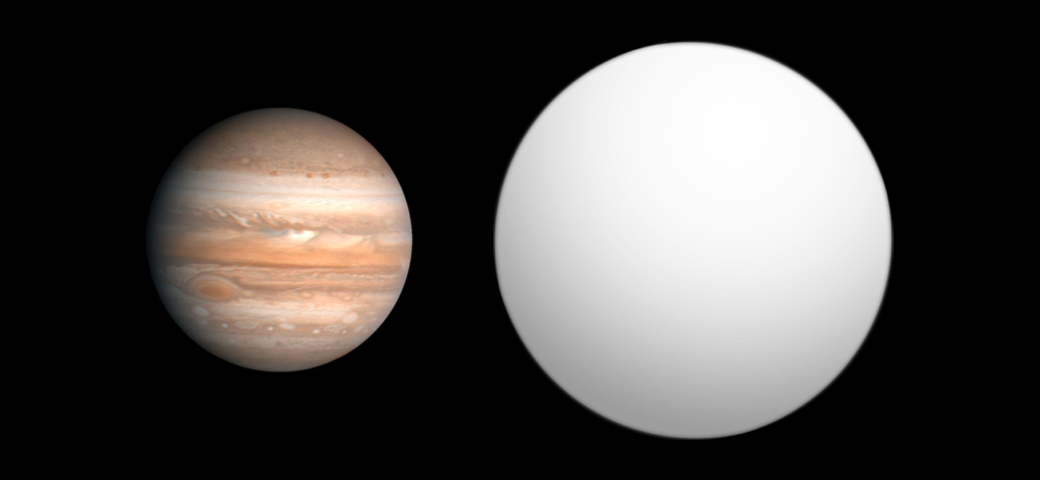

HAT-P-8b는 페가수스자리 방향으로 지구로부터 약 750 광년 떨어진 곳에 있는 항성 HAT-P-8 주위를 도는, 외계 행성이다. 어머니 항성 HAT-P-8 또는 GSC 02757-01152는 겉보기 등급 +10의 항성이다. 2008년 12월 5일 트랜싯법을 이용하여 발견했다. 이 행성은 HATNet 계획을 통해 발견된 11번째 행성이기도 하다. 질량은 목성의 1.5배 정도이며 크기 역시 목성의 1.5배이다. 궤도 경사각이 밝혀졌기 때문에 이 행성의 질량은 정확하다. 소위 뜨거운 목성으로 분류될 수 있는데, 그 이유는 목성 정도로 큰 질량을 갖고 있으면서 항성의 열기로 ‘익어 버릴’ 정도로 가까이 붙어 있기 때문이다. 이런 행성의 대기 상층부 온도는 적어도 천 켈빈은 쉽게 넘어간다. 이 행성의 1년은 지구 시간으로 고작 3일 1시간 49분 54초에 불과하다. 항성으로부터의 거리는 지구~태양 간격의 20.5분의 1에 불과하다.